# FV180 Combat Engineer Tractor

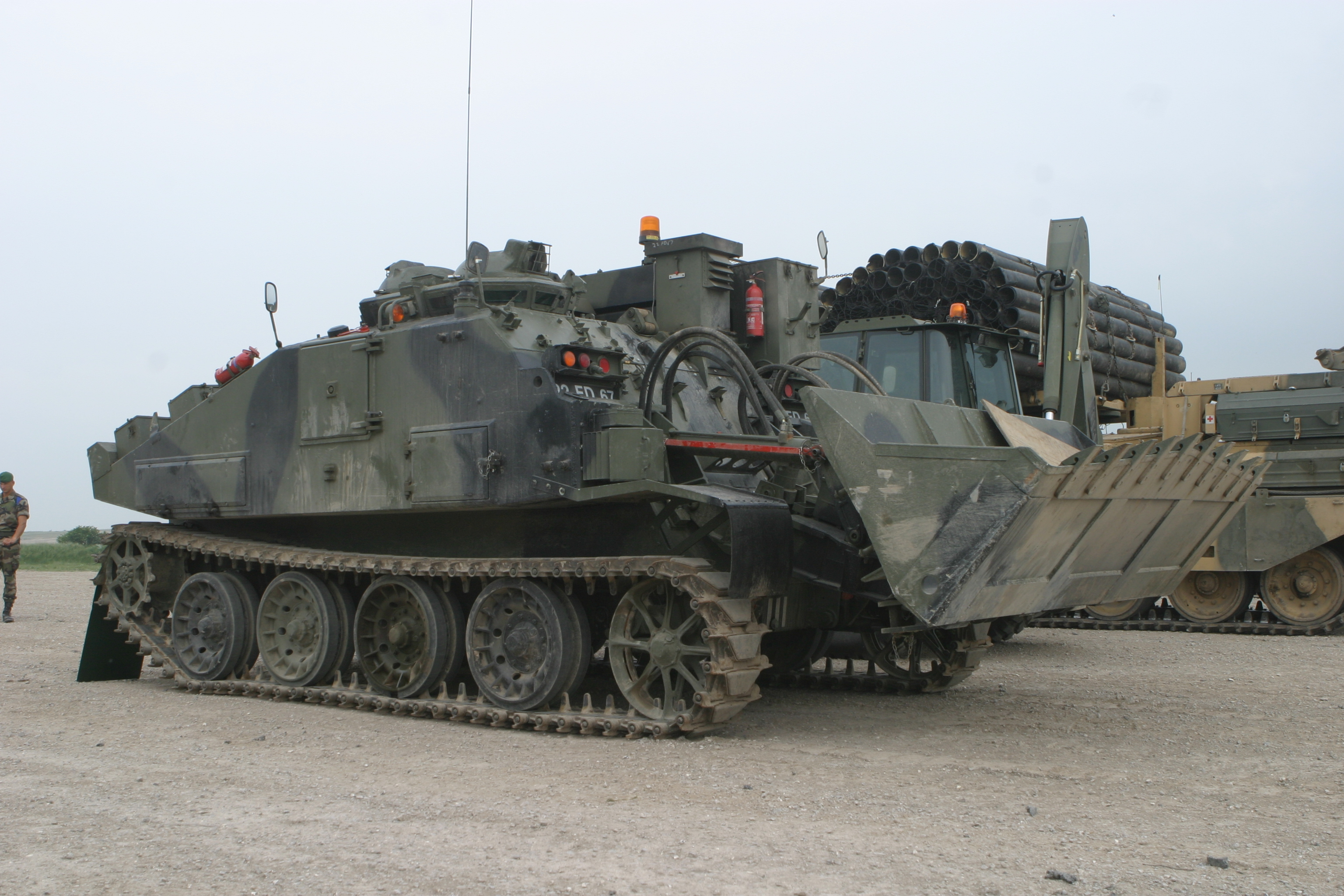
Widok na tył pojazdu i zamontowaną łyżkę koparki

FV180 Combat Engineer Tractor – brytyjski amfibijny wóz inżynieryjny, opracowany na potrzeby jednostek inżynieryjnych British Army. Pojazdy weszły na wyposażenie wojsk w 1978 roku. 

## Historia
W 1962 roku rząd brytyjski, francuski i niemiecki podjęły współpracę przy wspólnym programie mającym na celu opracowanie nowego wozu inżynieryjnego, jednak po pewnym czasie Niemcy i Francja opuściły program, kolejno w 1968 i 1970 roku, aby realizować własne pojazdy inżynieryjne. Z początkiem lat siedemdziesiątych opracowano projekt nowego wozu, który oznaczono jako FV180 Combat Engineer Tractor (w skrócie CET). W czasie projektowania zastosowano szereg środków oszczędnościowych, m.in. wykorzystano dostępne na rynku komercyjne komponenty składające się na układ napędowy i układ kierowniczy wozu. W latach 1973–1974 zbudowano siedem prototypów FV180. Po intensywnych testach i kilku wprowadzonych modyfikacjach FV180 CET wszedł do produkcji seryjnej w Royal Ordnance Factory Leeds w 1977 roku. Pierwsze pojazdy seryjne wprowadzono do służby w Corps of Royal Engineers w 1978 roku. Pojazd w służbie brytyjskiej został zastąpiony przez wóz Terrier Armoured Digger. 

## Konstrukcja
FV180 CET to gąsienicowy wóz inżynieryjny o zdolnościach amfibijnych. Przeznaczony jest m.in. do prowadzenia prac ziemnych, usuwania przeszkód i zapór inżynieryjnych lub ewakuacji uszkodzonych pojazdów. Kadłub pojazdu wykonano z dwóch warstw pancerza aluminiowego. Wóz  zapewnia ochronę załodze przed ostrzałem z broni ręcznej i odłamkami pocisków artyleryjskich. Ma on również zainstalowany system ochrony przed bronią atomową, biologiczną i chemiczną. FV180 ma dwuosobową załogę, składającą się z kierowcy i inżyniera. Załoga siedzi w wozie w tandemie po lewej stronie pojazdu. Kierowca zajmuje miejsce z przodu i obsługuje wyciągarkę, podczas gdy drugi członek załogi zajmuje miejsce za nim i obsługuje tylny lemiesz/łyżkę koparki. Układ kierowniczy jest  zdublowany i w razie potrzeby dowolny członek załogi może prowadzić pojazd. 
Do samoobrony pojazd ma zamontowany na dachu karabin maszynowy kal. 7,62 mm. W tylnej części wozu znajduje się łyżka przeznaczona do prowadzenia prac ziemnych. Dodatkowo FV180 wyposażony jest w linę wciągarki, która zakończona jest kotwicą. Lina ma długość 100 m i jest wystrzeliwana rakietowo. Pomaga ona wciągnąć pojazd pod strome zbocza bądź też wyciągnąć go z wody w czasie pokonywania przeszkody wodnej.
Napęd stanowi turbodoładowany silnik wysokoprężny Rolls-Royce C6TFR o pojemności 12,2 l i mocy 320 KM. Silnik wraz ze skrzynią biegów zamontowano po prawej stronie kadłuba. FV180 jest w stanie poruszać się z tą samą prędkością w przód i w tył. Prędkość pływania w wodzie wynosi 8 km/h, na lądzie zaś prędkość wynosi 56 km/h. Zasięg pojazdu to 320 km.

## Użytkownicy
Użytkownicy wozów FV180:
- Wielka Brytania  – wycofane
- Indie – 39 pojazdów
- Singapur – 18 wozów